# 橋本以行
橋本 以行（1909年（明治42年）10月14日—2000年（平成12年）10月25日），是大日本帝國海軍的軍人。京都市出身。最終階級是海軍中佐。戰後為梅宮大社名譽宮司、大神宮社宮司。
在擔任潛艦「伊58」艦長時，擊沉已運送原子彈到天寧島的美國海軍重巡洋艦「印第安納波里（又稱印第）」號。

## 年譜
- 1931年（昭和6年） - 海軍兵學校（59期）畢業。
- 1937年（昭和12年） - 為海軍第十一戰隊所屬砲艦「保津」的乘員，並在12月13日隨揚子江而上參與南京包圍戰。
- 1942年（昭和17年）2月 - 海軍潛水學校甲種學生。
  - 同年7月 - 潛艦「呂31」艦長。
- 1943年（昭和18年） - 潛艦「伊158」、「呂44」艦長。
- 1944年（昭和19年） - 潛艦「伊號第五八潛艦」艦長（直至終戰）。
- 1945年（昭和20年）7月30日 - 將美國海軍重巡洋艦「印第安納波里」號（USS Indianapolis (CA-35)）擊沉。
- 1945年（昭和20年）11月20日 - 被任命為驅逐艦「雪風」艦長（因前往美國而未曾履任） 。
- 2000年（平成12年）10月25日 - 逝世，享年91歲。

## 以魚雷擊沉「印第安納波里斯」號

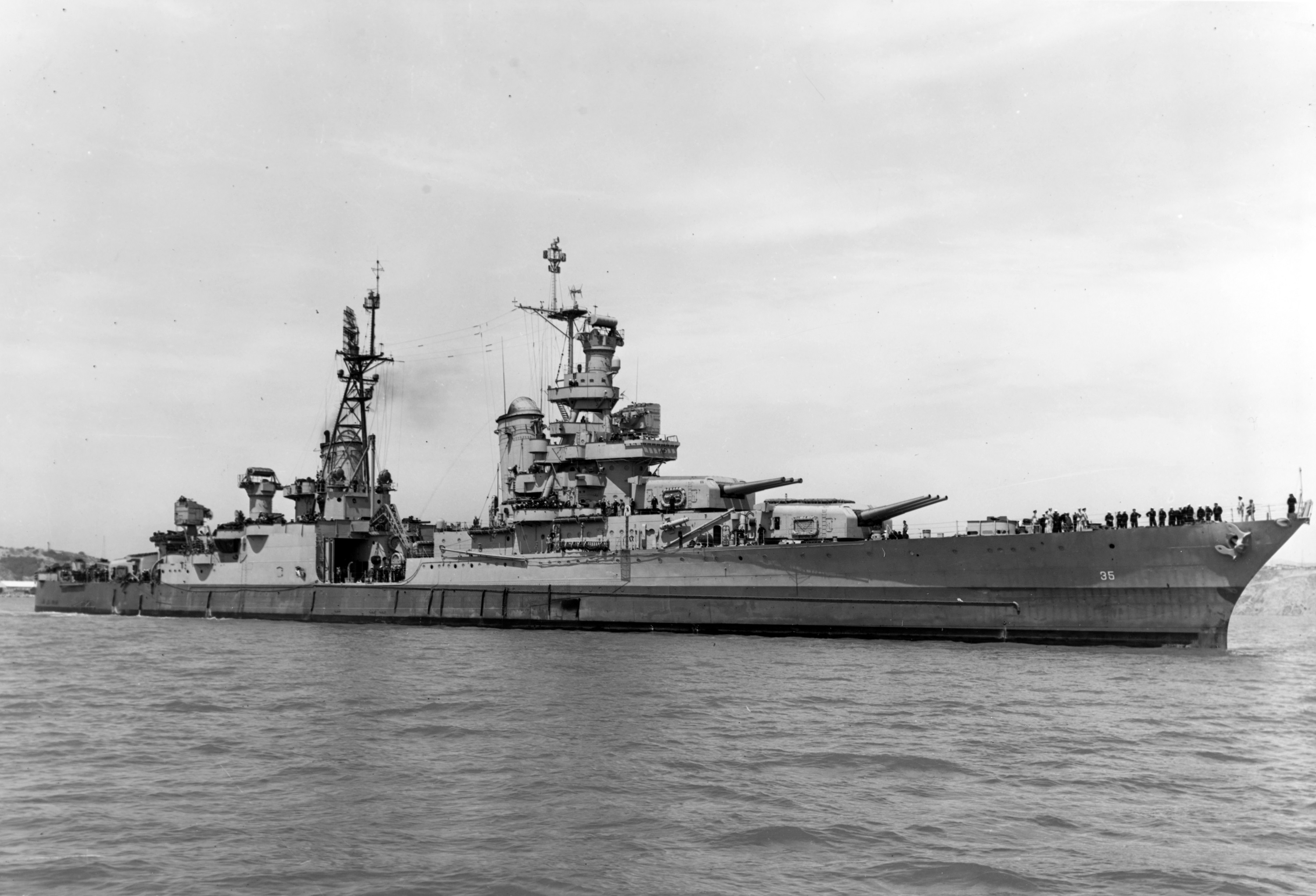
1945年7月10日的印第號

1945年7月，回天特別攻擊隊「多聞隊」配屬並搭乘於「伊號第五八潛艦」（以下為「伊58」）上，並在帛琉島北方250海里附近上浮進行哨戒任務。7月29日23時35分左右，在水平線上發現疑似敵方大型艦後立即快速下潛，並以潛望鏡深度與敵艦保持頗近的距離。當橋本潛水艦長以潛望鏡確認敵艦為「戰艦」艦級的時候，便向回天搭乘員下達出擊命令，而潛艦乘員的命令則為「以魚雷應戰（魚雷戦用意）」。
最初橋本潜水艦長是考慮以回天特攻作為攻擊方式，但他後來斷定敵艦己被自己完全捕捉，並能充分地以魚雷作出攻擊，所以取消以回天作攻擊。在前日曾打算讓兩隻回天出擊，但由於回天的「特眼鏡」（回天等特殊潛航艇用的潛望鏡）於夜間的效能很差（潛艦所使用的夜用潛望鏡雖有一定效果，但當晚為月出，並且雲多及天氣不良）因此進行攻擊非常困難。
回到艦內，隨著時間過去，出現回天的搭乘員催促橋本潜水艦長讓他們出擊的場面，且不只一次，而橋本潜水艦長則以「能用普通魚雷擊沉就用普通魚雷攻擊（通常魚雷で沈められるときは通常魚雷で攻撃する）」為由，強迫回天搭乘員退下。事實上，根據後來的回顧當中，橋本潜水艦長這樣說話的原因，是不希望有人因無意義的特攻而戰死。
在7月30日，當時還沒天亮，時間為00時02分，「伊58」在1500米的距離外用6枚魚雷，以潛航深度4米、時速48節、毎枚作3度的扇形擴散並間隔3秒發射。當中3枚（美國方面數據為2枚）命中。之後，「印第安納波里」號 的右舷大幅度傾斜，僅15分鐘就被撃沉。這亦被稱為橋本的「唯一戰果」。不過，有說法指「印第安納波里」號僅5分鐘就完全沉沒了。當時，在「印第安納波里」號發送了一次SOS訊號後，供電系統就已經完全被水淹浸。而美國海軍方面因內部問題（認為可能是日軍造假騷擾），不會就一次的SOS訊號而聯絡司令部，迫使「印第安納波里」號的乘組員悲慘地漂流於海上。
這時，橋本潜水艦長的報告為「愛達荷型戰艦擊沉確認（アイダホ型戦艦撃沈確実）」。當橋本知道自己所擊沉的軍艦是運送襲擊廣島及長崎的原子彈到天寧島的「印第安納波里」號的時候，他正往雷伊泰島移動，而二戰也己結束。
美軍方面，在確認「印第安納波里」號被潛艦以魚雷攻擊擊沉後，一直懷疑運送原子彈的情報被洩漏到日本軍方面。因此，當時正擔任伊58號潛艇長，也就是下令擊沉印第號的橋本被傳喚前往被美國數天協助調查，傳喚的時候他正要接任雪風號的艦長。但「印第安納波里」號被擊沉全屬偶然。美國海軍方面認為「『印第安納波里』號如作出適當的Z形移動，應可避免被擊沉」﹐因此向橋本確認當時的情形，然而橋本在證供中卻表示「由於位置上的關係，就算『印第安納波里』號作出Z形移動亦會被擊沉」，縱使得知印第號是運送原子彈的艦船，他的答覆如一。由此可知，他不會徇私。
然而，美國海軍方面依舊認為，在正常的資訊處理下，應可更早知道「印第安納波里」號已沉沒，而當中的584名士兵亦不會死亡。所以，美國海軍認為這個罪名應該由「印第安納波里」號的艦長查理斯·巴特勒·麥克維三世負上全部責任；此外，由於美國海軍希望橋本以行說出「『印第安納波里』號如作出適當的迴避行動，可以防止被擊沉」，所以特意安排橋本前往美國作供。在一次訪談中，訪談者表示“橋本指揮官對美國人感到意外。在審判期間被關在宿舍裡時，他在那被作為貴賓對待，而不是當成害死這麼多美軍男兒的敵方軍官。”
事實上，橋本之前的供詞美軍被改編成這個模樣。橋本本人，可以說是為麥克維回復名譽最為熱心。

## 戰後的生涯
橋本潜水艦長與「伊58」，在戰後都幸運地生還。
橋本重新開始他戰後的職業生涯，作為遣返船的艦長運載日本士兵回家。1954年，他加入了川崎重工，後來成為船塢主管。在川崎重工最顯著的工作是與前「伊58」機組人員測試海上自衛隊在戰後第一艘潛艦「親潮（おやしお）」。同年，橋本出版一本書，其名為「擊沉 ！日本潛艇艦隊的故事 1941-1945（英文版: Sunk: The Story of the Japanese Submarine Fleet, 1941–1945）」，內容詳述太平洋戰爭期間日軍潛艇的行動，包括對印第安納波利斯沉沒的描述。之後由美國潛艇作家愛德華·“內德”·比奇，將其引入美國，並在日後有了英文版。
之後橋本取得神官的資格，成為梅宮大社的神官。原因是對運送回天特攻隊員、回天搭乘員因出擊而戰死及對未能預早抵達哨戒海域阻止廣島、長崎被投下原子彈（未能將『印第安納波里』號在進入天寧島港口前擊沉？）十分自責，亦希望為全部因太平洋戰爭而亡的御靈鎮魂及每天為他們送上祝福。
於某記錄片節目中，內容是在戰後美國接收「伊58」後在長崎港外用魚雷將其擊沉的片段，起初由美國國防部所保存，是彩色影片。據說，節目內的工作人員因考慮到橋本的心情而詢問他「是否希望觀看？（御覧になりますか）」。橋本的答案是「請務必給我看（是非とも見せて下さい）」，之後該影片就公開了。橋本在放映時一邊觀看一邊靜靜地流淚，並說出「該艦是我人生的全部（あの艦は私の人生の全てでした）」。
橋本在美國時的調查中曾提及過「日本兵的蠻行」。內容是橋本以客觀的觀點，講述1937年時發生的南京事件。該史料現在保存於日本防衛研究所戰史部，名為，狀態為不公開檔案。
1990年12月7日，珍珠港事件紀念日當天，橋本以神官的身分前往珍珠港，會見許多經歷二戰的人，尤其是印第號的倖存者。他透過翻譯對倖存者表示：「我和你們一樣，都是來為被我害死的船員祈禱。」對方則簡單說句：「我原諒你。」
1999年11月，因為一名小學生在國家歷史日的作品帶起了重審麥克維三世冤案的輿論。當時年逾80的橋本向美國參議院軍事委員會寫信道：
|  | 我們 (日本) 的人民皆已釋懷這場可怕的戰爭及其後果，興許是時候讓你們 (美國) 的人民原諒麥克維船長因為他不公正的判決而蒙受的屈辱了。 Our peoples have forgiven each other for that terrible war and its consequences. Perhaps it is time your peoples forgave Captain McVay for the humiliation of his unjust conviction. |

2000年10月25日，橋本以行逝世，享耆壽91歲。30日柯林頓總統簽署由國會追授麥克維船長無罪的決議，但當時海軍部長拒絕將決議納入麥克維的服役紀錄。直到2001年5月，新來的部長同意國會的判決，並將其納入麥克維的紀錄中，整起長達56年的事件方才結束。

## 著書
- ISBN 4-05-901028-6（日語） 中譯本. 台灣: 正文出版社. 1968年 （中文（臺灣））.
- ISBN 4-7698-2407-6（日語）

## 多媒體
- 《仲夏的獵戶座》（』、2009年東寶）
  - 該電影的原作作品為池上司的「雷擊深度一九・五」，當中的主角倉本孝行潛水艦長的原形就是橋本以行。
- 《USSI：勇者無畏》（USS Indianapolis: Men of Courage、2016年）
  - 由日本演員竹內禮飾演橋本以行。

## 注腳
1. ↑  橋本, 301ページ
2. 1 2 3  . USSIndianapolis.org.   [26 January 2013]. （原始内容存档于2019-07-11）.
3. ↑  Hashimoto, Mochitsura, , New York City, New York: Progressive Press, 2010, ISBN 978-1-61577-581-1
4. ↑  Stanton, Doug, , New York City, New York: St. Martin's Press, 2002, ISBN 0-312-98337-9